# Coeficiente de operatividad
El coeficiente de operatividad o coeficiente de rendimiento de una bomba de calor es la razón entre el calentamiento o enfriamiento proporcionado y la electricidad consumida. Los coeficiente mayores equivalen a menores costes operativos. El coeficiente puede ser mayor de 1, porque es un porcentaje de la salida: pérdidas, distintas del ratio de eficiencia termal: energía de entrada. Para sistemas completos el coeficiente debería incluir el consumo de energía de todos los accesorios. El coeficiente depende fundamentalmente de las condiciones de funcionamiento, en especial la temperatura absoluta y la temperatura relativa entre el sumidero y el sistema y se suele representar gráficamente o hacer la media contra las condiciones esperadas.
En las bombas de calor, la cantidad de calor que se puede bombear depende de la diferencia de temperatura entre las fuentes fría y caliente. Cuanto mayor sea esta diferencia, menor será el rendimiento de la máquina.
Las bombas térmicas tienen un coeficiente, mayor que la unidad. Aunque esto puede parecer imposible, se debe a que en realidad se está moviendo calor usando energía, en lugar de producir calor como en el caso de las resistencias eléctricas. Una parte muy importante de este calor se toma de la entalpía del aire atmosférico. En toda bomba de calor se verifica que el calor transmitido al foco caliente es la suma del calor extraído del foco frío más la potencia consumida por el compresor, que se transmite al fluido.
Dado que el efecto útil de una bomba de calor depende de su uso, hay dos expresiones distintas del coeficiente. Si la bomba de calor está usándose para calentar una zona, el efecto útil es el calor introducido:
Si la máquina se está usando para refrigerar un ambiente, el efecto útil es el calor extraído del foco frío:
Una bomba de calor típica, funcionando en calefacción, tiene un coeficiente de entre dos y seis, dependiendo de la diferencia entre las temperaturas de ambos focos. En refrigeración el coeficiente es menor, puesto que no se puede aprovechar el calor producido por el motor.
Otro coeficiente más ajustado es el rendimiento estacional o ratio de eficiencia energética estacional (SEER - Seasonal Energy Efficiency Ratio), que sería el coeficiente medio durante una temporada de calefacción o de refrigeración.

## Estándares
El estándar que se utiliza para el coeficiente es el EN 14511: "Acondicionadores de aire, enfriadoras de líquido y bombas de calor con compresor accionado eléctricamente para la calefacción y la refrigeración de locales".

## Ejemplos
Una bomba de calor geotérmica operando a  {\displaystyle coeficiente_{calentamiento}} = 3,5 proporciona 3,5 unidades de calor por cada unidad de energía consumida  (i.e. 1 kWh consumido proporcionaría  3.5 kWh de calor de salida). El calor de salida proviene tanto de la fuente de calor y 1 kWh de energía de entrada, por lo que la fuente de calor se enfría por 2,5 kWh, no 3,5 kWh.
| Sistema de caldeo                      | Rendimiento       |
| -------------------------------------- | ----------------- |
| Caldera de gasoleo                     | Entre un 65-95%   |
| Caldera de gas                         | Entre un 85-95%   |
| Caldera de condensación de combustible | Entre un 95-105%  |
| Caldera de biomasa                     | Entre un 80-95%   |
| Radiador eléctrico                     | 100%              |
| Bomba de calor aerotérmica             | Entre un 250-350% |
| Bomba de calor geotérmica              | Entre un 420-520% |

Sin embargo, el coeficiente de rendimiento no puede considerarse equivalente al concepto de rendimiento de generación térmica de una caldera, ya que el coeficiente se refiere al nivel de potencia (eléctrica, por ejemplo) que un sistema de climatización consume para transportar una potencia térmica determinada. Al contrario, el rendimiento de generación térmica incorpora tanto el nivel de potencia consumido por el sistema como el rendimiento de transformación físico-químico del elemento combustible. Es decir, en el concepto de coeficiente el fluido caloportador no se transforma en energía, sino que su función es la de transportar energía térmica. En el caso de rendimiento de calderas, el combustible sí se transforma en energía térmica y, dado que por el propio proceso físico-químico una parte de la energía se pierde, siempre el rendimiento de una caldera clásica que use combustible, es menor del 100%.